# Erebia gavarnica
Erebia gavarnica är en fjärilsart som beskrevs av Charles Oberthür 1909. Erebia gavarnica ingår i släktet Erebia och familjen praktfjärilar. Inga underarter finns listade i Catalogue of Life.